# Topoľa, Snina
Topoľa este o comună slovacă, aflată în districtul Snina din regiunea Prešov, pe malul râului Ulička⁠(d). Localitatea se află la altitudinea de 384 m deasupra n.m., se întinde pe o suprafață de 26,384 km2 și în 2017 număra 147 de locuitori. Se învecinează cu Stakčín, Snina, Runina, Snina, Ruský Potok, Snina, Kolbasov, Snina, Kalná Roztoka, Snina, Stakčínska Roztoka, Snina și Príslop, Snina.

## Istoric
Localitatea Topoľa este atestată documentar din 1337.

## Demografie
| An:                | 1994 | 2004    | 2014    | 2024   |
| ------------------ | ---- | ------- | ------- | ------ |
| Număr de persoane: | 252  | 197     | 154     | 152    |
| Diferență:         |      | −21,82% | −21,82% | −1,29% |

| An:                | 2023 | 2024   |
| ------------------ | ---- | ------ |
| Număr de persoane: | 159  | 152    |
| Diferență:         |      | −4,40% |